# Vladimir Žirinovski
Vladimir Volfovič Žirinovski (ruski: Влади́мир Во́льфович Жирино́вский, Alma-Ata, 25. travnja 1946. – Moskva, 6. travnja 2022.) bio je ekstremno desničarski ruski političar.
Od 2000. do 2011. g. bio je predsjednika Dume, osnivač i predsjednik Liberalno-demokratske stranke Rusije, član Parlamentarne skupštine Vijeća Europe od 1996. do 2008. godine.